# Niedźwiedzia Góra (Tenczynek)
Niedźwiedzia Góra – południowo-wschodnia część wsi Tenczynek w Polsce, położona w województwie małopolskim, w powiecie krakowskim, w gminie Krzeszowice.
W latach 1975–1998 Niedźwiedzia Góra administracyjnie należała do województwa krakowskiego. Znajduje się w niej osiedle Krystyna.

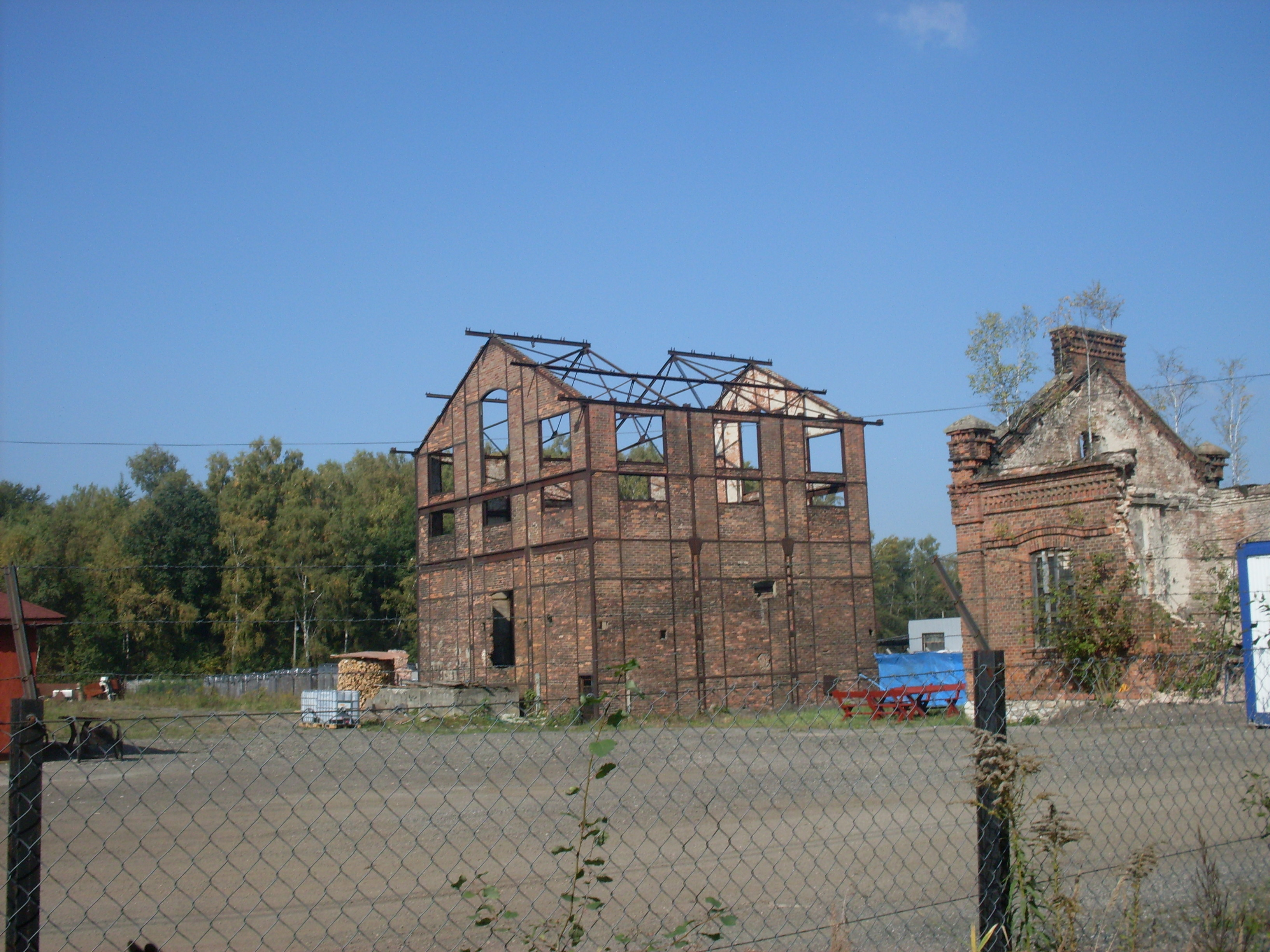
Ruiny budynków dawnej KWK Krystyna

Na północ znajduje się wzniesienie Niedźwiedzia Góra na obszarze Garbu Tenczyńskiego. Niedźwiedzia Góra otoczona dużymi kompleksami leśnymi (m.in. Puszcza Dulowska, Las Zwierzyniecki).
W pobliżu Niedźwiedziej Góry czynny jest duży kamieniołom diabazów „Niedźwiedzia Góra”. Wydobywa się w nim i przerabia skałę pochodzenia wulkanicznego. Obok kamieniołomu znajduje się dawna kopalnia „Krystyna I”, dalej, po północnej stronie Niedźwiedziej Góry i wzniesienia Czerwieniec (380 m n.p.m.) druga, również nieczynna kopalnia węgla „Krystyna II” funkcjonująca do 1929 roku.

## Szlaki turystyczne
– z Krzeszowic przez Niedźwiedzią Górę, Bukową Górę, rezerwat przyrody Zimny Dół do Czernichowa.
Szlak Dawnego Górnictwa

## Szlaki rowerowe
– z Krzeszowic przez Miękinię, Dolinę Kamienic, Wolę Filipowską, Puszczę Dulowską, Las Orley, rezerwat przyrody Dolina Potoku Rudno, Sankę, Dolinę Sanki i Niedźwiedzią Górę do Krzeszowic.